# نانسي عجاج
نانسي بدر الدين محمد عجاج (2 مارس 1979 -) مغنية سودانية معاصرة. انتقلت مع أسرتها إلى العاصمة الليبية طرابلس في سنة 1993، ثم انتقل الوالد بدر الدين من منزل عمته حسنة في طرابلس لمنزل خاص به في نفس المدينة.
لم يلائمه الوضع في ليبيا فغادر عائداً إلى السودان، وبعد سنين سافرت نانسي إلى أمستردام في هولندا.

## النشـأة
من مواليد أم درمان في الثاني من مارس عام 1979. نشأت نانسي عجاج في أسرة فنية معروفة فهي الابنة الكبرى للراحل بدر الدين عجاج. أمها نوال المبارك عبد السلام جدها من والدتها هو العمدة المبارك. منذ بواكير الطفولة تفتحت على سماع الموسيقى مما ساهم في نضجها الفني. كما أن كل ما تستمع له أو تؤديه كان يتم تحت رعاية الأسرة. برغم انحياز أسرة نانسي عجاج لكل ما هو سوداني كانت تستمع كثيراً للموسيقى العربية والغربية وموسيقى الشعوب الأخرى.

## البداية
كانت انطلاقة نانسي الحقيقية في هولندا، وهي مقيمة فيها، حيث شاركت بمصاحبة والدها لأول مرة في حفل بمدينة هارلم (haarlem) الهولندية في مارس/أبريل 1999، قدمت فيه أغنية «وداعا روضتي الغنا» و«يا روحي أنصفني».
من الأعمال المسموعة التي كانت نانسي تحبذها وتكثر من تقديمها: وداعا روضتي الغناء - يا روحي أنصفني – أنة المجروح – زيدني من دلك شوية - ظلموني الناس – الأمان - جوهر صدر المحافل – الفارقت سيد ريدا..
أيضا تخللت تلك الفترة عروض لغير سودانيين. وكان ذلك منعطفاً مهماً في تجربة نانسي عجاج الفنية الوليدة حيث أكسبها مستمعاً جديداً يحـمل تجربة ورؤية نقدية مخـتلفة وكذلك أذناً موسيقية مخـتلفة مما ترتب عليه تطوير تكنيك جـديد للتواصل معه وذلك بالتركيز على الأداء والتسلسل اللحني. باعتبار أن عامل المُفردة اللفظية يتم إسقاطه. ومن عام 2001 حتى 2006 كانت هناك فترات نشاط متقطع وغير مكثف وفترات كمون.

## مسيرتها الفنية
شاركت نانسي في عدد من المهرجانات والليالي الغناية مثل ليالة المحبة والتي نظمت في العاصمة السعودية الرياض عقب ثورة السودان السلمية.

## نشاطات فنية[8]
مشاركات سودانية
- أعياد الاستقلال
- احتفالات السلام
- ندوات وليالي شعرية
- احتفالات عامة وأيام ثقافية
- مساهمات إنسانية
- دعم أطفال مرضي الفشل الكلوي
- دعم الأطفال مجهولي الوالدين
- مساهمات مختلفة لصالح دارفور

- أيام ثقافية مختلفة
- مهرجانات نايميخن السنوية
- احتفالات دار الاوبرا الرمضانية
- ورش عمل موسيقي
- سودان المحبة- الرياض[9]

## الألبوم الأول: سحر النغم
سحر النغم: هو عبارة عن مقتطفات من درر الحقيبة وأغانيها الخالدة، كانت فكرته وهدفه مد الجسور وفتح قناة للتواصل مع المستمع السوداني عبر ما هو مألوف لديه. تم تنفيذ الألبوم بواسطة آلة العود، الكمان والإيقاع. وقد احتوى على (ولي المسا – عازه الفراق بي طال – فلق الصباح - المصير – في الضواحي – ظلموني الناس).

## الألبوم الثاني: رفقة
رفقة: أخذ اسمه من إحدى أغنياته (رفقة) ويحتوي على سبعة أعمال هي: (رفقة – يا زمن – ما ذنبي – جسمي المنحول – الطيف – بلدا هيلي أنا – شقي ومجنون) شـعرت أني أحكي عبره، وأتحدث مع نفسي وعن نفسي. وقد ارتبطت ارتباطا وثيقاً بكل أغانيه، سواء الأعمال الخاصة أو أغاني الرعيل الأول ولا أريد تقييم هذه الأعمال، أترك ذلك لذائقـة المستمع الكريم، ولكنها حركتني وأعادت تقديمي للجمهور السوداني وغير السوداني وهي بجانب الأعمال في الكاسيت الأول تعريف عني وعن محاولاتي من أجل تقديم مساهمتي علي خارطة الفن السوداني).

## الألبوم الثالث: موجة
موجة: أخذ اسمه من احدي اغنياته (موجة) ويحتوي على سبعة أعمال هي: (موجة - مرحبتين بلدنا حبابا - ضحكة - داري عينيك - الف نهر ونيل - اهلا بيك - اندريا). وهو إنتاج نوعي ومختلف عن سابق البوماتها. حيث قدمت فيه الخاص، والمسموع والتراثي. وكان العمل اندريا هو أول محاولة لنانسي لسبر اغوار الغناء التراثي ولاقى العمل نجاح وشهرة كبيرين.ويعتبر هذا الالبوم الأكثر مبيعاً.

## وصلات خارجية
- موقع المعهد الألماني في السودان تسجيلات حفل غنائي
- موقع اسمع للاغاني مكتبة نانسي عجاج